# Rol
|  | Per a altres significats, vegeu «Rol (desambiguació)». |

Diferents rols socials i familiars

El rol és el conjunt de funcions, pautes, comportaments i drets definits social i culturalment que una societat determinada espera que una persona (actor social) complisca d'acord amb el seu estatus social adquirit o atribuït. Sociològicament, els rols dels individus s'assignen a unes determinades classes socials i s'espera que actuïn dintre d'uns paràmetres prèviament establerts per la mateixa societat que els ha assimilat com usos i costums propis.
El rol social té sentit en un grup on hi ha membres de diversos estatus socials jerarquitzats, uns de rang superior i altres de rang inferior, i a cada estatus correspon un rol, és a dir, un determinat comportament, en presència d'altres. Segons això, un rol és aquell comportament que s'espera que ha de tenir un individu respecte a la posició social que ocupa a la totalitat de d'una societat, establint-se unes jerarquies que s'anomenen estratificacions socials amb diferents categories o nivells, anomenats estrats.
Diferents autors han definit el concepte rol de diferent manera. Peter Berger va definir el rol "una resposta tipificada a una expectativa igualment tipificada". Per a Francesc Núñez és el comportament que, en una societat determinada, cal esperar d'una persona en relació amb un estatus determinat, el paper que li pertoca i li ha estat assignat, el comportament que s'espera d'un individu que ocupa una determinada posició social, una mena de constrenyiment normatiu al qual s'ha de sotmetre i l'encarnació de les institucions en l'experiència humana sense sentir la seva coacció.

## Etimologia
Rol prové de l'anglès role i significa llista o nòmina. Joc o set de rols (de l'anglès role set) es refereix al repertori de relacions funcionals que una persona estableix i representa amb altres actors socials en situacions determinades. Una persona pot ser un empleat d'una tenda, capità de l'equip de futbol del barri, company de treball i pare, i tot això serien funcions socials.

## Antecedents
La teoria del Rol beu de les teories del “Self” principalment desenvolupades als Estats Units. El seu inspirador més remot fou William James al teoritzar sobre la consciència del “Self” o d'un mateix. Establia les bases per a l'estudi del paper de l'home dins la societat com un factor variable allunyant-lo de la metafísica. De la mateixa manera, apuntava la importància de la imitació de l'altre com a factor per a la formació de la identitat personal. Per altra banda, George H. Mead explicava la conducta humana no com quelcom autodirigit i construït pels individus, sinó més aviat com respostes donades per l'individu condicionat per l'ambient, és a dir, la societat.

## Història de les aportacions a la teoria del rol

### Aportació de la psicologia
A la psicologia, la teoria del rol la va desenvolupar Jacob Levi Moreno creador del psicodrama i impulsor de la sociometria i la dinàmica de grups. Per aquest autor els rols són conjunts de comportaments per una posició donada en un grup o en una cultura i per tant, totes les persones tenen diversos rols, com ara el psicològic o socioprofessionals. Aquest el concepte de rol serveix per substituir les nocions tradicionals de la psicologia com el “Jo” o el “jo mateix”.

### Aportació de la sociologia
Ralph Linton (Antropòleg. Filadèlfia, 27 de febrer de 1893 – New Haven, 24 de desembre de 1953) li va donar al concepte de rol un sentit més sociològic en afirmar que tots els individus tenen un rol social el qual està compost per diverses accions que la societat espera que realitzi degut al seu estatus o posició que ocupa dins de la societat.Talcott Parsons va desenvolupar la teoria de Linton entenent que els rols estan lligats a l'estatus i els defineix com a subsistemes organitzats d'actes realitzats en una determinada posició social. Aquest sistema social inclou també la personalitat i la cultura.
La pluralitat d'actors que interactuen entre si és exitosa, ja que cadascun d'aquests actors té interioritzades en el seu sistema de personalitat els rols vigents en el seu sistema social i, per tant, establerts en la seva cultura atenent especialment als valors i normes. Van haver però autors que van discrepar tant de Linton com de Parsons com ara Robert King Merton el qual postula el concepte de conjunt de rols o “set of roles” per a fer referència al complement de relacions rols que les persones tenen per virtut d'ocupar una situació social particular. És a dir, una persona mateixa pot ser marit, pare, funcionari, informàtic, sociòleg, conductor i cadascun d'aquests rols té les seves pautes de comportament específiques.
Robert Nisbet (sociòleg. Los Angeles, 30 de desembre de 1913 - Washington DC, 9 de setembre de 1996) defensava que els rols tenen unes premisses principals: Els rols impliquen comportaments socialment establerts: tenen la seva pròpia normativa que s'expressa en el llenguatge usual, com a ra “ser un bon pare”; constitueixen un cercle o múltiples cercles socials que suposen un conjunt de relacions concretes; defineixen camps d'acció que es consideren legítims i formen part d'un sistema d'autoritat més ample que implica una sèrie d'obligacions per a un mateix i per la resta de la societat.

## Conflicte de rols
Hi ha una multiplicitat de rols: El rol social, el rol de gènere, el rol sexual, el rol familiar, el rol laboral, tants com situacions trobem al decurs de la vida social que es superposen i es fan prevaldre segons el context. Degut a la diversitat de rols que desenvolupem al llarg de les nostres vides es poden produir conflictes. Aquestes situacions es coneixen com a “Conflicte de rols”: Aquests esdevenen quan una sola persona participa de manera simultània en diversos grups i desenvolupa rols diferents en cadascun d'ells que, encara que no han de ser incompatibles entre si, poden donar-se algunes circumstàncies que els facin incompatibles. Aquests conflictes es resolen principalment de dues formes: Eliminant de manera radical un dels rols o mitjançant el “distanciament tolerable” respecte als rols en conflicte.